# Platycapnos spicatus
Platycapnos spicatus är en vallmoväxtart som först beskrevs av Carl von Linné, och fick sitt nu gällande namn av Johann Jakob Bernhardi. Platycapnos spicatus ingår i släktet Platycapnos och familjen vallmoväxter. Inga underarter finns listade i Catalogue of Life.